# Piscine de la Butte-aux-Cailles
Pour les articles homonymes, voir Butte-aux-Cailles (homonymie).
La piscine de la Butte-aux-Cailles est l'une des plus anciennes piscines de Paris, en France. Elle est située au 5, place Paul-Verlaine, dans le quartier de la Butte-aux-Cailles, dans le 13e arrondissement.

## Description

### Architecture
En 1866 a été découverte une nappe d’eau chaude souterraine qui a été à l'origine de la construction des bains-douches en 1908.
La piscine était alimentée par un puits artésien conçu par François Arago et creusé en 1893, donnant accès à une eau à 25 °C. La piscine fut conçue par l'architecte Louis Bonnier, et construite entre 1922 et 1924 en adjonction d'anciens bains-douches datant de 1908. Les considérations sanitaires et d'hygiène, nouvelles à cette époque, furent prises en compte, avec par exemple le passage obligé des baigneurs par des douches et un pédiluve.
La façade de la piscine est en briques rouges, matériau inhabituel à Paris pour ce type d'établissement, dans un style Art nouveau. Son intérieur est formé d'une voûte en béton supportée par sept arches légères.
La piscine est inscrite au titre des monuments historiques depuis un arrêté du 31 juillet 1990.

### Logistique
La piscine de la Butte-aux-Cailles compte trois bassins, un en intérieur (bassin de natation de 33 m de long) et deux en extérieur (25 m et 12 m de long), ainsi qu'un solarium. La piscine utilise le chauffage urbain pour chauffer l'eau de ses bassins. Début 2016, un partenariat a été annoncé avec la société Stimergy pour le chauffage d'une partie de l'eau avec la chaleur produite par des serveurs installés dans les sous-sols de la piscine,. Cela a permis de supprimer la climatisation du centre de données, qui consommait 250 MWh et émettait 45 tonnes de dioxyde de carbone par an.

## Fréquentation
Au plus fort de la canicule de 2003, la piscine connaît une affluence record, de 1 600 à 2 400 entrées par jour.

## Utilisation dans l'art
La piscine est un lieu de tournage du film d'Arnaud Desplechin, Comment je me suis disputé… (ma vie sexuelle).
En 2006, une exposition d'œuvres monumentales de l'artiste contemporaine, Mariette Teisserenc, y est organisée dans le cadre de la Nuit Blanche de la Ville de Paris.

## Projet d'extension
La Ville de Paris annonce en 2025 une future extension de cet équipement afin de créer un solarium du côté de la rue du Moulinet, ce qui permettra de relever la capacité d'accueil de la piscine. Une salle de fitness de sera installée au rez-de-chaussée, le solarium se trouvant sur terrasse disposant d’un élévateur PMR utilisable depuis la plage.

## Galerie

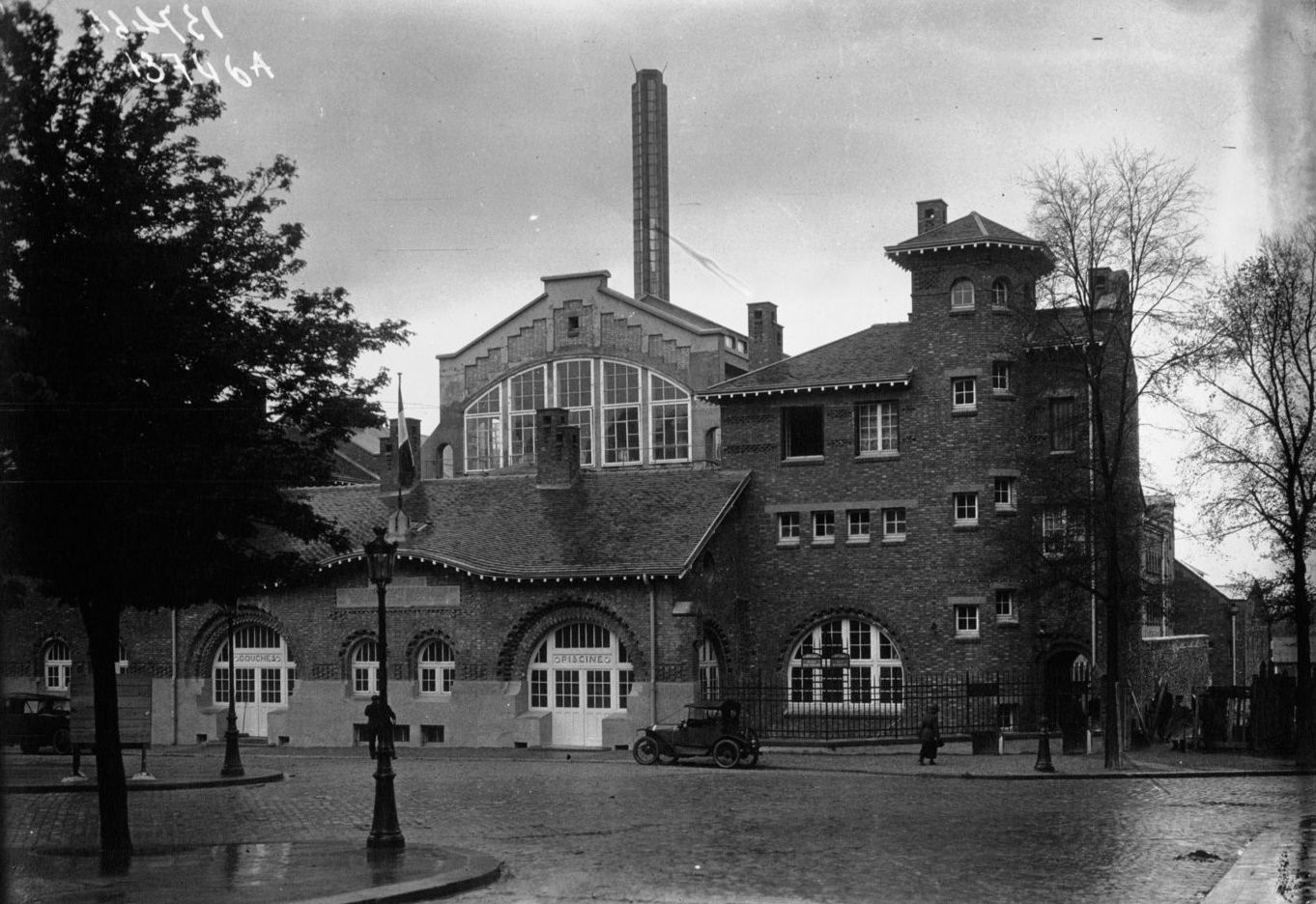
Nouvelle piscine de la Butte-aux-Cailles (1924).
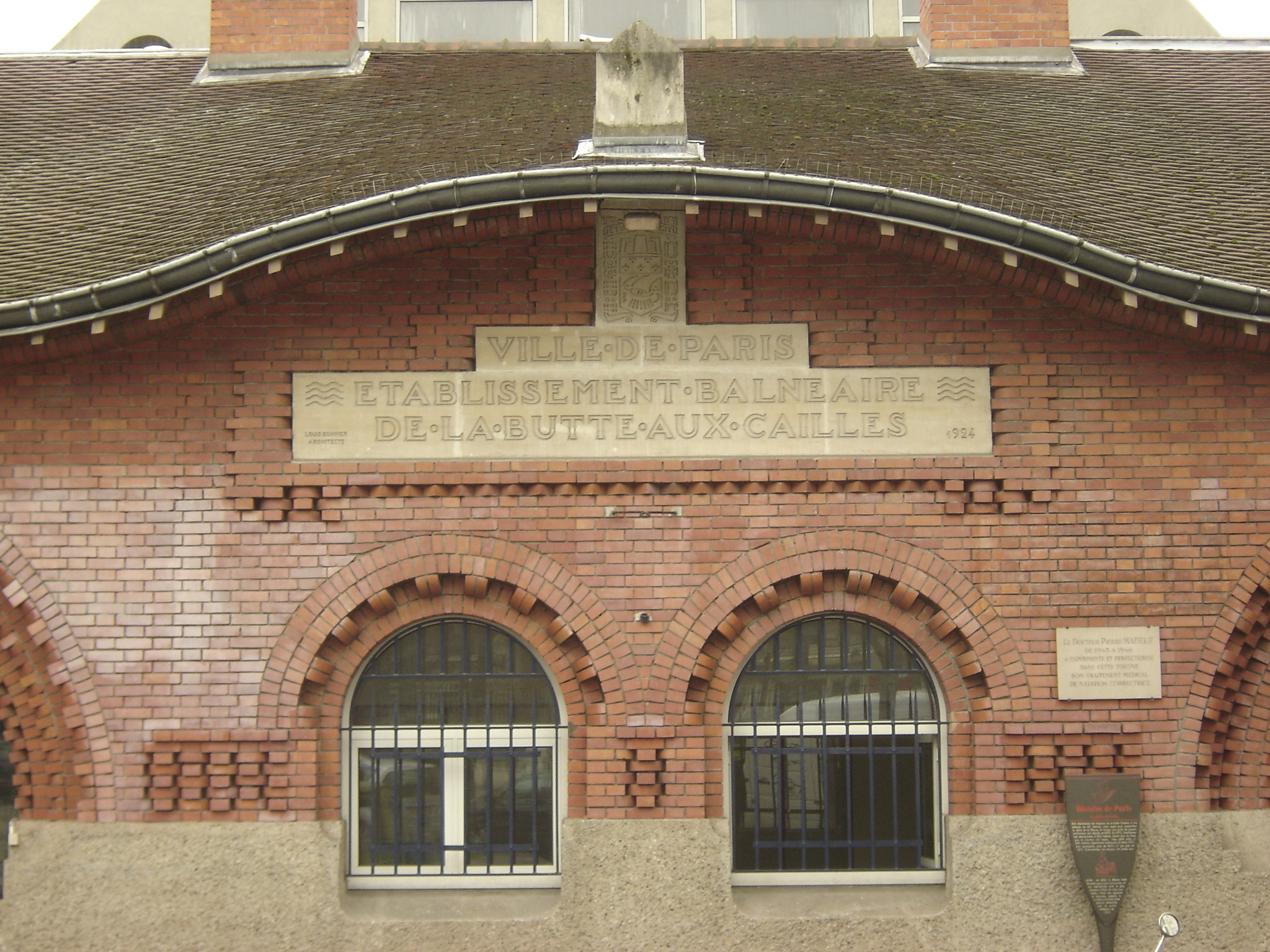
Élément de la façade.
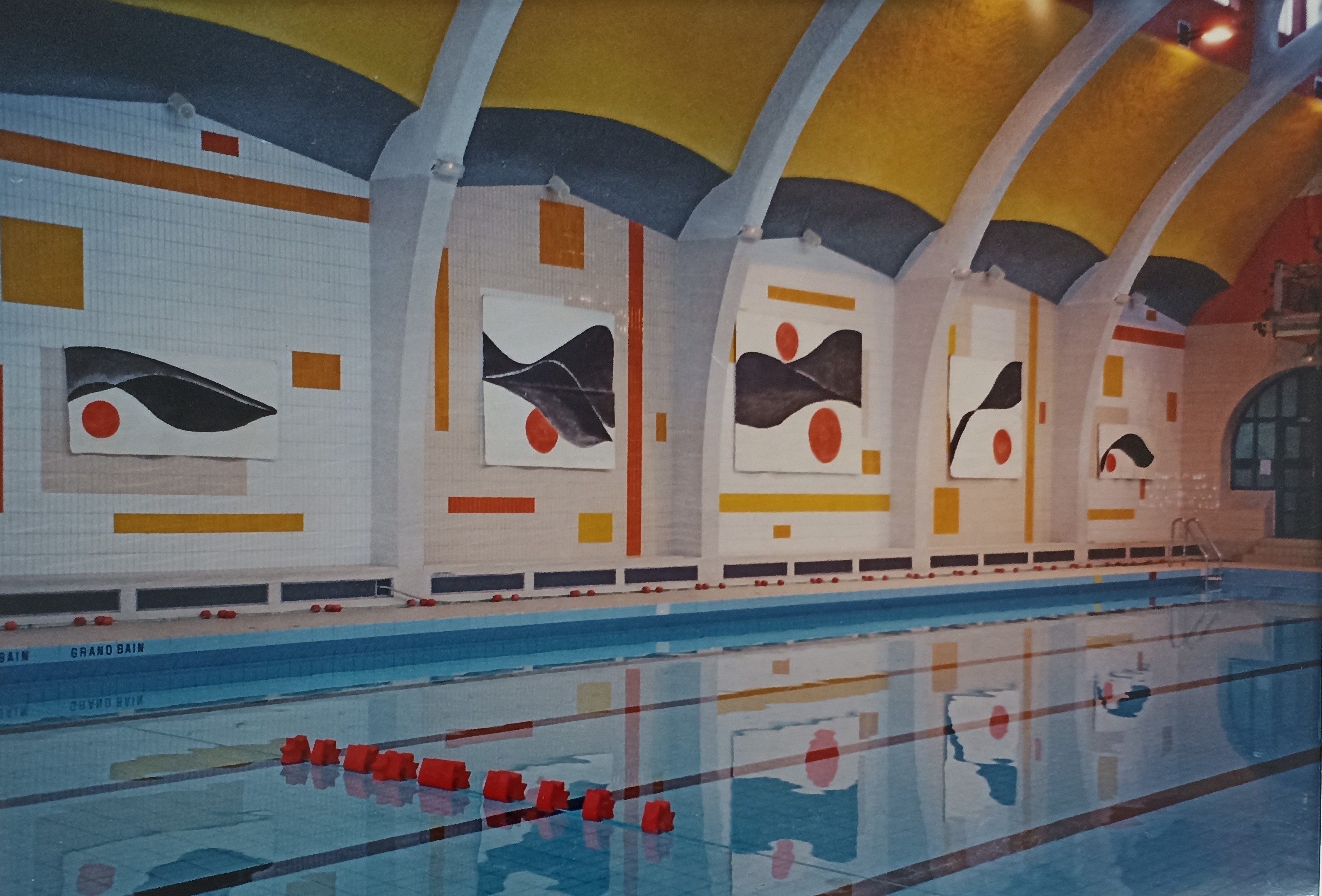
Nuit Blanche (2006) : œuvres de Mariette Teisserenc.
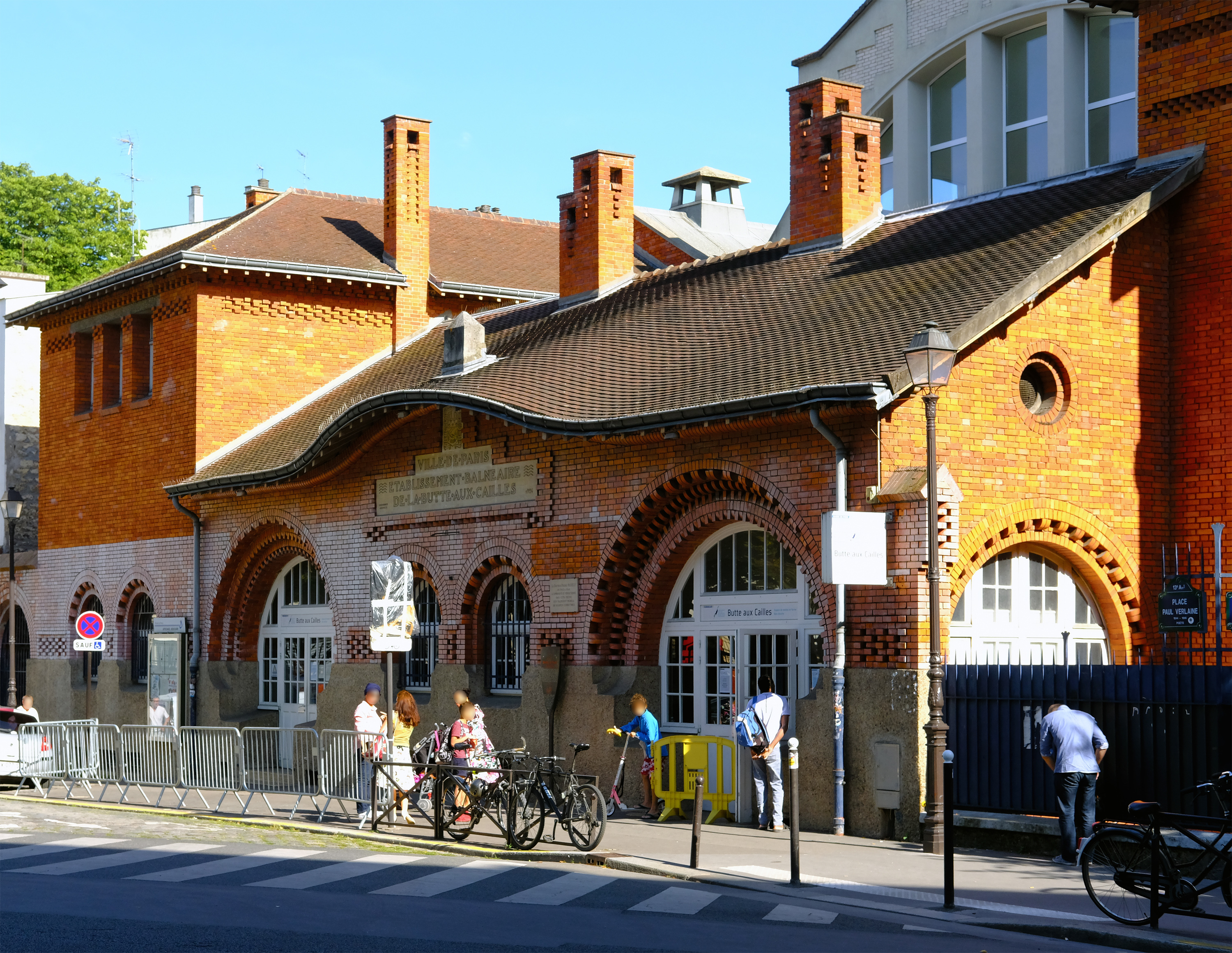
La piscine en 2017.

## Accès
La piscine de la Butte-aux-Cailles est desservie à proximité par les lignes 5, 6 et 7 à la station Place d'Italie.